# Missionarie di Cristo Gesù
Le Missionarie di Cristo Gesù, dette popolarmente saveriane, sono un istituto religioso femminile di diritto pontificio.

## Storia
La congregazione fu fondata da Claire Monestès: nel 1923 aprì a Marsiglia una casa per ospitare le giovani lavoratrici provenienti da altre città e dalle zone rurali; poiché esse non erano raggiungibili dalle loro parrocchie, la Monestès iniziò a organizzare per loro delle missioni.
Nel 1925, su invito del suo direttore spirituale, il gesuita Antonin Eymieu, e del vescovo Chaptal de Chanteloup, ausiliare di Parigi con delega ai cattolici stranieri, Claire Monestès diede inizio a Marsiglia a un'associazione per l'apostolato missionario sotto la protezione di san Francesco Saverio.
L'istituto fu eretto in pia unione l'8 dicembre 1936 da Jean Verdier, arcivescovo di Parigi, e fu trasformato in congregazione religiosa il 7 maggio 1963 dal cardinale Maurice Feltin.

## Attività e diffusione
Il fine della congregazione è quello di spingere i fedeli a riavvicinarsi alla pratica della religione: svolgono il loro apostolato attraverso varie attività (insegnamento, catechesi, assistenza sociale e sanitaria...). Non indossano un abito religioso, vivono in piccole comunità e seguono la spiritualità ignaziana.
Oltre che in Francia, le suore sono presenti in Germania, in Canada e in Africa (Camerun, Ciad, Costa d'Avorio); la sede generalizia è a Parigi.
Alla fine del 2011 la congregazione contava 110 religiose in 19 case.